# Trzeci rząd Silvia Berlusconiego

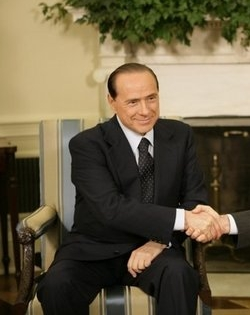
Silvio Berlusconi

Trzeci rząd Silvia Berlusconiego – rząd Republiki Włoskiej funkcjonujący od 23 kwietnia 2005 do 17 maja 2006.
Gabinet ten powstał po kryzysie w centroprawicowej koalicji w kwietniu 2005. Po dokonaniu rekonstrukcji w jego dotychczasowym składzie, premier Silvio Berlusconi uzyskał wotum zaufania w Izbie Deputowanych i Senacie XIV kadencji.
W porównaniu z poprzednim rządem skład koalicji pozostał niezmieniony – nadal tworzyły go ugrupowania wchodzące w skład Domu Wolności. W skład rządu (poza premierem) weszło 14 ministrów resortowych (dwóch w randze wicepremiera) i 10 ministrów bez teki. Większość tek objęli przedstawiciele Forza Italia (FI) i Sojuszu Narodowego (AN). Po trzech ministrów należało do Unii Chrześcijańskich Demokratów i Centrum (UDC) i Ligi Północnej (LN), po jednym do Nowej Włoskiej Partii Socjalistycznej (NPSI) i Włoskiej Partii Republikańskiej (PRI).
Sekretarzem rządu został Gianni Letta, powołano także 9 wiceministrów i 63 podsekretarzy stanu.

## Skład rządu
| funkcja                                         | minister               | partia      | okres urzędowania | okres urzędowania |
| funkcja                                         | minister               | partia      | od                | do                |
| ----------------------------------------------- | ---------------------- | ----------- | ----------------- | ----------------- |
| premier                                         | Silvio Berlusconi      | FI          | 23 kwietnia 2005  | 17 maja 2006      |
| wicepremier, minister spraw zagranicznych       | Gianfranco Fini        | AN          | 23 kwietnia 2005  | 17 maja 2006      |
| wicepremier                                     | Giulio Tremonti        | FI          | 23 kwietnia 2005  | 5 maja 2006       |
| minister gospodarki i finansów                  | Domenico Siniscalco    | bezpartyjny | 23 kwietnia 2005  | 22 września 2005  |
| minister gospodarki i finansów                  | Giulio Tremonti        | FI          | 22 września 2005  | 5 maja 2006       |
| minister spraw wewnętrznych                     | Giuseppe Pisanu        | FI          | 23 kwietnia 2005  | 17 maja 2006      |
| minister obrony                                 | Antonio Martino        | FI          | 23 kwietnia 2005  | 17 maja 2006      |
| minister sprawiedliwości                        | Roberto Castelli       | LN          | 23 kwietnia 2005  | 17 maja 2006      |
| minister ds. działalności produkcyjnej          | Claudio Scajola        | FI          | 23 kwietnia 2005  | 17 maja 2006      |
| minister polityki rolnej i leśnej               | Gianni Alemanno        | AN          | 23 kwietnia 2005  | 17 maja 2006      |
| minister edukacji, nauki i szkolnictwa wyższego | Letizia Moratti        | FI          | 23 kwietnia 2005  | 17 maja 2006      |
| minister zdrowia                                | Francesco Storace      | AN          | 23 kwietnia 2005  | 10 marca 2006     |
| minister pracy i opieki społecznej              | Roberto Maroni         | LN          | 23 kwietnia 2005  | 17 maja 2006      |
| minister infrastruktury i transportu            | Pietro Lunardi         | FI          | 23 kwietnia 2005  | 17 maja 2006      |
| minister środowiska                             | Altero Matteoli        | AN          | 23 kwietnia 2005  | 17 maja 2006      |
| minister kultury                                | Rocco Buttiglione      | UDC         | 23 kwietnia 2005  | 17 maja 2006      |
| minister łączności                              | Mario Landolfi         | AN          | 23 kwietnia 2005  | 17 maja 2006      |
| minister ds. europejskich                       | Giorgio La Malfa       | PRI         | 23 kwietnia 2005  | 17 maja 2006      |
| minister ds. reform i decentralizacji           | Roberto Calderoli      | LN          | 23 kwietnia 2005  | 18 lutego 2006    |
| minister ds. kontaktów z parlamentem            | Carlo Giovanardi       | UDC         | 23 kwietnia 2005  | 17 maja 2006      |
| minister ds. rozwoju i spójności terytorialnej  | Gianfranco Micciché    | FI          | 23 kwietnia 2005  | 17 maja 2006      |
| minister ds. administracji publicznej           | Mario Baccini          | UDC         | 23 kwietnia 2005  | 5 maja 2006       |
| minister ds. innowacji                          | Lucio Stanca           | FI          | 23 kwietnia 2005  | 17 maja 2006      |
| minister ds. regionalnych                       | Enrico La Loggia       | FI          | 23 kwietnia 2005  | 17 maja 2006      |
| minister ds. aktywowania programu rządowego     | Stefano Caldoro        | NPSI        | 23 kwietnia 2005  | 17 maja 2006      |
| minister ds. równouprawnienia                   | Stefania Prestigiacomo | FI          | 23 kwietnia 2005  | 17 maja 2006      |
| minister ds. Włochów poza granicami kraju       | Mirko Tremaglia        | AN          | 23 kwietnia 2005  | 17 maja 2006      |